# Madras Challenger 1996
Il Madras Challenger 1996 è stato un torneo di tennis facente parte della categoria ATP Challenger Series nell'ambito dell'ATP Challenger Series 1996. Il torneo si è giocato a Madras in India dal 9 al 15 settembre 1996 su campi in cemento.

## Vincitori

### Singolare
Oleg Ogorodov ha battuto in finale  Leander Paes con il punteggio di 7–6, 6–3

### Doppio
Mahesh Bhupathi /  Leander Paes hanno battuto in finale  Sander Groen /  Oleg Ogorodov con il punteggio di 7–5, 6–1